# Медвежье (озеро, Аляска)
Медвежье (англ. Medvejie Lake, также англ. Bear Lake) — длинное узкое озеро западного побережья острова Баранова, расположенное в 13 км к юго-востоку от города Ситка на юге американского штата Аляска.
Озеро имеет ледниковое происхождение. Размеры зеркала — приблизительно 1,5 на 0,3 км. Водная поверхность озера находится на высоте 73—74 м над уровнем моря.
Проточное, сток из озера осуществлялся в залив Силвер.